# Zuid-Azië

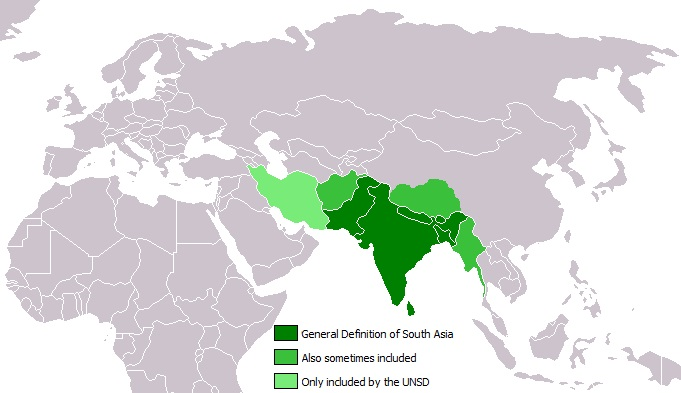
Verschillende definities van Zuid-Azië

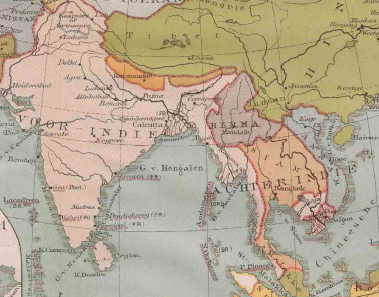
Fragment uit de allereerste Bosatlas (Bos' Schoolatlas der geheele Aarde (1877), plaat XX, pagina 67) waarop de termen "Voor-Indië" en "Achter-Indië" te zien zijn.

Zuid-Azië of Zuidelijk Azië is een staatkundige onderverdeling van het continent Azië, bestaande uit de staten India, Pakistan, Nepal, Bhutan, Bangladesh, Afghanistan, Sri Lanka en de Maldiven. Deze regio komt vrijwel overeen met het Indisch subcontinent, behalve dat het grootste deel van Afghanistan niet tot het subcontinent behoort.
Hoewel Tibet onderdeel is van de Volksrepubliek China, wordt het om culturele redenen soms ook tot Zuid-Azië gerekend. Zeer afwijkend rekenen twee instanties van de Verenigde Naties ook Iran tot hun subregio Zuidelijk Azië, uitsluitend vanwege het statistisch gemak.
Zuid-Azië beslaat ongeveer 4,5 miljoen km² wat overeenkomt met ongeveer 10% van de oppervlakte van het continent Azië. Zuid-Azië is de woonplaats van ruim 20% van de wereldbevolking. Het is een van de armste regio's in de wereld.
India, Pakistan, Bangladesh, Sri Lanka, Nepal, Bhutan en de Malediven vormen sinds 1985 de Zuid-Aziatische Associatie voor Regionale Samenwerking (SAARC). Sinds 2007 is ook Afghanistan lid.
Vroeger werd Zuid-Azië ook wel Voor-Indië genoemd (zie afbeelding).